# Miklós Géza Zilahy
Miklós Géza Zilahy, früher Miklós Géza Zilahi-Szabó (* 7. Dezember 1936 in Gyöngyös, Königreich Ungarn) ist ein ungarisch-deutscher emeritierter Informatiker an der Justus-Liebig-Universität Gießen.

## Leben
Miklós Géza Zilahy studierte in Budapest Agrarwissenschaften. Nach dem Scheitern des Ungarischen Volksaufstands im Jahre 1956 floh Zilahy in den Westen und konnte an der Justus-Liebig-Universität Gießen sein Studium fortsetzen. Er promovierte 1961 in Gießen zum Dr. agr. und habilitierte sich 1970 über das Thema  Rechnungswesen und Datenverarbeitung. Ab 1962 war er Assistent und dann Privatdozent am Institut für landwirtschaftliche Betriebslehre in Gießen. Er gehörte zu den ersten im deutschsprachigen Raum, die sich in Forschung und Lehre der Informatik zuwandten. 1972 wurde er zum Universitätsprofessor für Rechnungswesen und Informatik am  Institut für landwirtschaftliche Betriebslehre ernannt. Zilahy spezialisierte sich nach seiner Promotion auf Fragestellungen des integrierten Rechnungswesens in Verbindung mit der Datenverarbeitung und entwickelte integrierte Programmsysteme, die dann in Informationssysteme übergeleitet wurden. Ein weiterer Schwerpunkt war die Entwicklung von relationalen Datenbanksystemen und damit die Datenmodellierung. Mitte der 70er Jahre übernahm er die Leitung einer interdisziplinären Forschungsgruppe Computerunterstützter Unterricht (E-Learning). Diese wirkte am Rechnerverbund der hessischen Universitäten mit und brachte ihre Erfahrungen in den Normenausschuss des Bundes in Bezug auf den Protokollaustausch bei der DFÜ ein. Nach einem Forschungsaufenthalt an der University of Illinois wurden relationale Datenbanken, integrierte Systeme mit Matrixrechnung für Buchführung, Kostenrechnung und Planung entwickelt.
Weitere Schwerpunkte seiner Tätigkeit ergaben sich um beratungsunterstützende Programme wie Bilanzanalyse, Liquiditätsanalyse, Expertensysteme, Informationsmanagement, Qualitätsmanagement, Workflow-Management für Geschäftsprozesse von Dienstleistern, Entwicklung von digitalisierten Checklisten und Benchmarking.
Nach einem Wechsel des Fachbereichs war Zilahy bis zu seiner Emeritierung im April 2002 Inhaber der Professur für Software Engineering am Institut für Informatik der Justus-Liebig-Universität Gießen. Zilahy ist Ehrendoktor der Szent-István-Universität.

## Schriften (Auswahl)

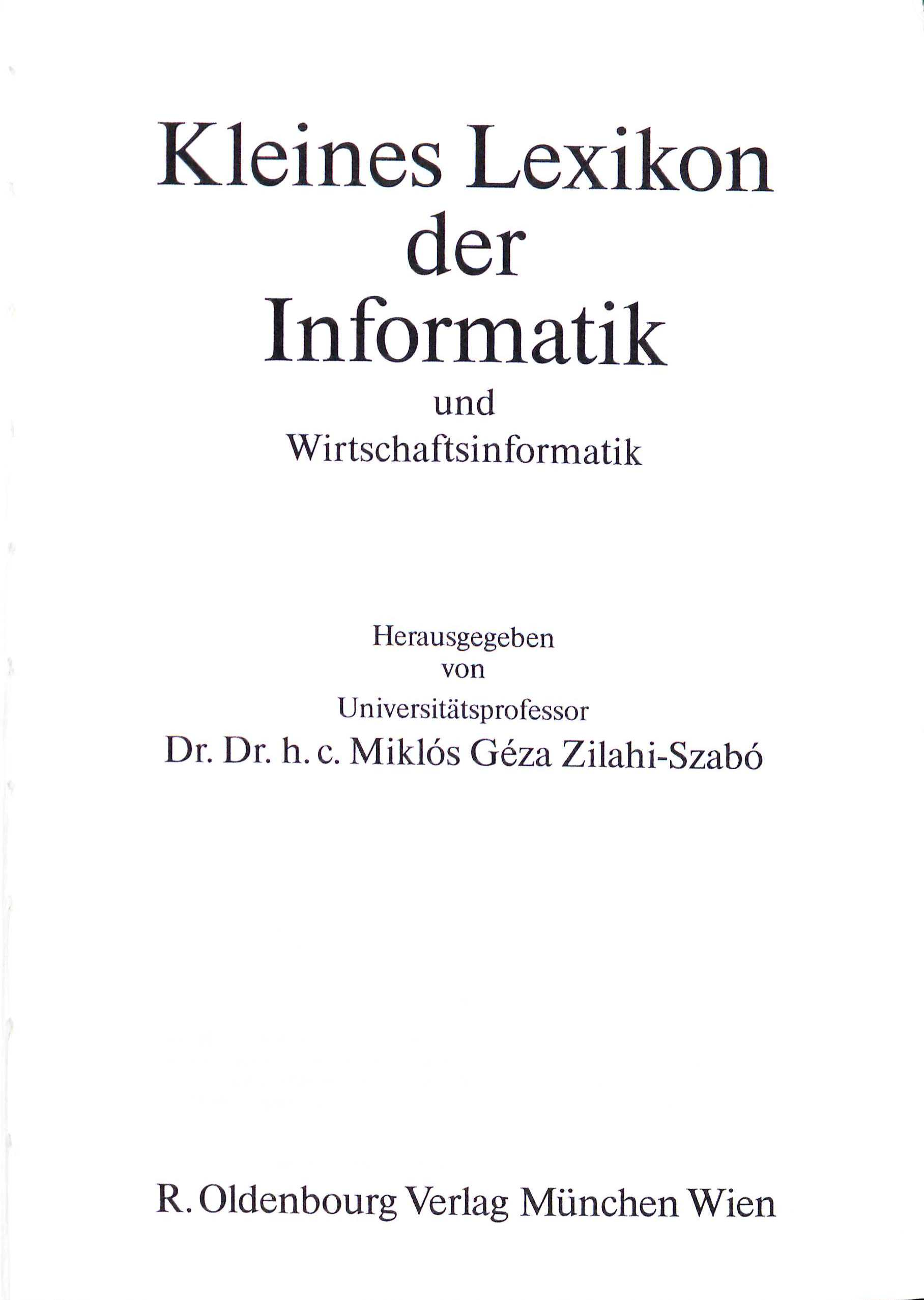

Zilahy ist Autor mehrerer Bücher, darunter 13 Monografien. Ebenso war er an der Erstellung von 12 Sammelwerken beteiligt. Bücher von ihm wurden ins Ungarische, Polnische und Japanische übersetzt. Weiterhin hat er über 200 Zeitschriftenartikel und über 20 Beiträge zu Sammelwerken geschrieben.
- APL: lernen, verstehen, anwenden. Hanser Verlag, München, Wien 1986, ISBN 978-3-446-14506-1.
- Informatik: anwendungsorientierte Einführung in die allgemeine Wirtschaftsinformatik. Oldenbourg, München, Wien 1991, ISBN 978-3-486-20845-0.
- Wirtschaftsinformatik: anwendungsorientierte Einführung. Oldenbourg, München, Wien 1993, ISBN 978-3-486-22633-1.
- Grundzüge der Wirtschaftsinformatik. Oldenbourg, München, Wien 1998, ISBN 978-3-486-24415-1.
- Kleines Lexikon der Informatik und Wirtschaftsinformatik. Oldenbourg, München, Wien 1995, ISBN 978-3-486-22907-3.
- Lehrbuch Wirtschaftsinformatik. Oldenbourg, München, Wien 1998, ISBN 978-3-486-24727-5.
- Agrarinformatik. Oldenbourg, München, Wien 1989, ISBN 978-3-486-21189-4.
- Leistungs- und Kostenrechnung für Rechenzentren. Forkel, Wiesbaden 1988, ISBN 978-3-7719-6336-1.
- Mein Leben mit dem Computer. 60 Jahre Computergeschichte, Shaker Verlag, Düren 2022, ISBN 978-3-8440-8699-7.